# Operazione Totalise
Operazione Totalise è il nome in codice di un grande attacco condotto durante la Seconda guerra mondiale, a partire dal 7 agosto 1944 dalle forze britanniche, canadesi e polacche della First Canadian Army, con l'obiettivo di allargare le teste di ponte create durante lo Sbarco in Normandia, sfondare il fronte tedesco a sud di Caen e raggiungere Falaise. L'operazione terminò con un fallimento per gli Alleati.

## La battaglia
L'attacco, sferrato con una grande quantità di mezzi meccanizzati e con il sostegno delle potenti forze aeree alleate, non raggiunse, dopo un'avanzata iniziale nella notte del 7 agosto, i risultati previsti. Le divisioni corazzate canadese e polacca non riuscirono a superare la resistenza dei reparti corazzati superstiti della 12. Panzer-Division SS Hitlerjugend del risoluto generale Kurt Meyer.
I giovani veterani del kampfgruppe Waldmüller e del kampfgruppe Wunsche bloccarono l'avanzata dei canadesi, mentre la divisione polacca, dopo essere stata bombardata per errore dagli aerei alleati, subì pesante perdite ad opera dei cacciacarri del tenente SS Hulderbrink. L'offensiva alleata dovette essere fermata dieci chilometri a nord di Falaise.
Durante l'operazione Totalize, rimase ucciso nel suo carro armato Panzer VI Tiger I, il famoso tenente SS Michael Wittmann, uno dei più abili e decorati soldati tedeschi delle truppe corazzate.
L'Operazione Totalise fu seguita dall'Operazione Tractable.